# The Uppsala Programme for Holocaust and Genocide Studies
Das Uppsala Programme for Holocaust and Genocide Studies (schwedisch: Programmet för studier kring Förintelsen och folkmord) ist Teil einer schwedischen Informationskampagne mit den Schwerpunkten: Holocaust und Genozid. Untergebracht im Zentrum für multiethnische Studien der Fakultät für Philosophie und Geschichte der Universität Uppsala, wurde das Programm 1998 ins Leben gerufen. Finanziert wird das Programm von der schwedischen Regierung. Das Uppsala Programme for Holocaust and Genocide Studies hat drei Hauptaufgaben: Forschung und Publikation; Dokumentation; und Weiterbildung von Lehrkräften. Die Ergebnisse von Studien und Forschungen werden von namhaften Journalisten und Publizisten veröffentlicht oder in beispielsweise folgenden Publikationen gedruckt: Studia Multiethnica Upsaliensia, Uppsala Multiethnic Papers, Current Issues and Acta Sueco-Polonica.
Das Programm steht in Kooperation mit vielen schwedischen Universitäten, sowie mit führenden internationalen Institutionen in Australien, Deutschland, Frankreich, Israel, Kanada, Polen, dem Vereinigten Königreich und den Vereinigten Staaten.
Das Uppsala Programme for Holocaust and Genocide Studies ist auch eine Einsatzstelle des Österreichischen Gedenkdienstes.